# 윌리엄 메이포서
윌리엄 메이포서(William Mapother, 1965년 4월 17일 ~ )는 미국의 배우, 전직 교사이다.

## 출연 작품
- 디 아티쿠스 인스티튜트 (2015)
- 블랙코드 (2015)
- 아이 오리진스 (2014)
- 캐치 (2014)
- 이츠 다크 히어 (2013)
- 언더독스 (2013)
- FDR: 아메리칸 배대스 (2012)
- 드류 피터슨: 언터처블 (2012)
- 스태틱 (2012)
- 어나더 어스 (2011)
- 워리어스 하트 (2011)
- 보이드 갱 (2011)
- Hurt (2009)
- 버로워즈 (2008)
- 애팔래치아를 지켜라 (2007)
- 무빙 맥앨리스터 (2007)
- 래더 이펙트 (2006)
- 애스크 더 더스트 (2006)
- 월드 트레이드 센터 (2006)
- 스레시홀드 (2005)
- 조디악(영어판) (2005)
- 독타운의 제왕들 (2005)
- 민 크리크 (2004)
- 그루지 (2004)
- 서스펙트 제로 (2004)
- 마이너리티 리포트 (2002)
- 침실에서 (2001)
- 스워드피쉬 (2001)
- 미션 임파서블 2 (2000)
- 7월 4일생 (1989)

### 텔레비전
- 천사의 손길 (2002)
- 로스트 (2004-10)
- 로봇 치킨 (2006)
- 프리즌 브레이크 (2009)